# Hylesia corevia
Hylesia corevia är en art av fjärilar som beskrevs av den amerikanske entomologen William Schaus 1900. Den ingår i släktet Hylesia och familjen påfågelsspinnare. Inga underarter finns listade i Catalogue of Life.